# Temporada de furacões no Pacífico de 2005
A temporada de furacões no Pacífico de 2005 foi um evento no ciclo anual de formação de ciclones tropicais. A temporada começou em 15 de maio de 2009 para o Oceano Pacífico Nordeste, a leste do meridiano 140°W, e em 1 de junho para o Pacífico Centro-Norte, entre a Linha Internacional de Data e o meridiano 140°W, e terminou em 30 de novembro de 2009 para ambas as regiões. Estas datas delimitam convencionalmente o período de cada ano quando a maioria dos ciclones tropicais tende a se formar na bacia do Pacífico Nordeste.
A atividade da temporada de furacões no Pacífico de 2005 ficou abaixo da média, com um total de 15 tempestades dotadas de nome e sete furacões, sendo que dois destes, Jova e Kenneth, atingiram a intensidade igual ou superior a um furacão de categoria 3 na escala de furacões de Saffir-Simpson.
A temporada começou de forma antecipada com o desenvolvimento do furacão Adrian em 17 de maio. Além disso, Adrian foi o único ciclone tropical do Pacífico Nordeste a atingir regiões costeiras em toda a temporada de 2005. A segunda tempestade tropical da temporada, Beatriz, formou-se um mês depois. No geral, a atividade ciclônica da temporada ficou abaixo da média, típico para a região em anos de La Niña. Outros sistemas notáveis da temporada são Dora, que afetou a costa sudeste do México, os intensos furacões Jova e Kenneth, e o furacão Otis, que afetou a península da Baixa Califórnia como uma depressão tropical.

## Resumo sazonal

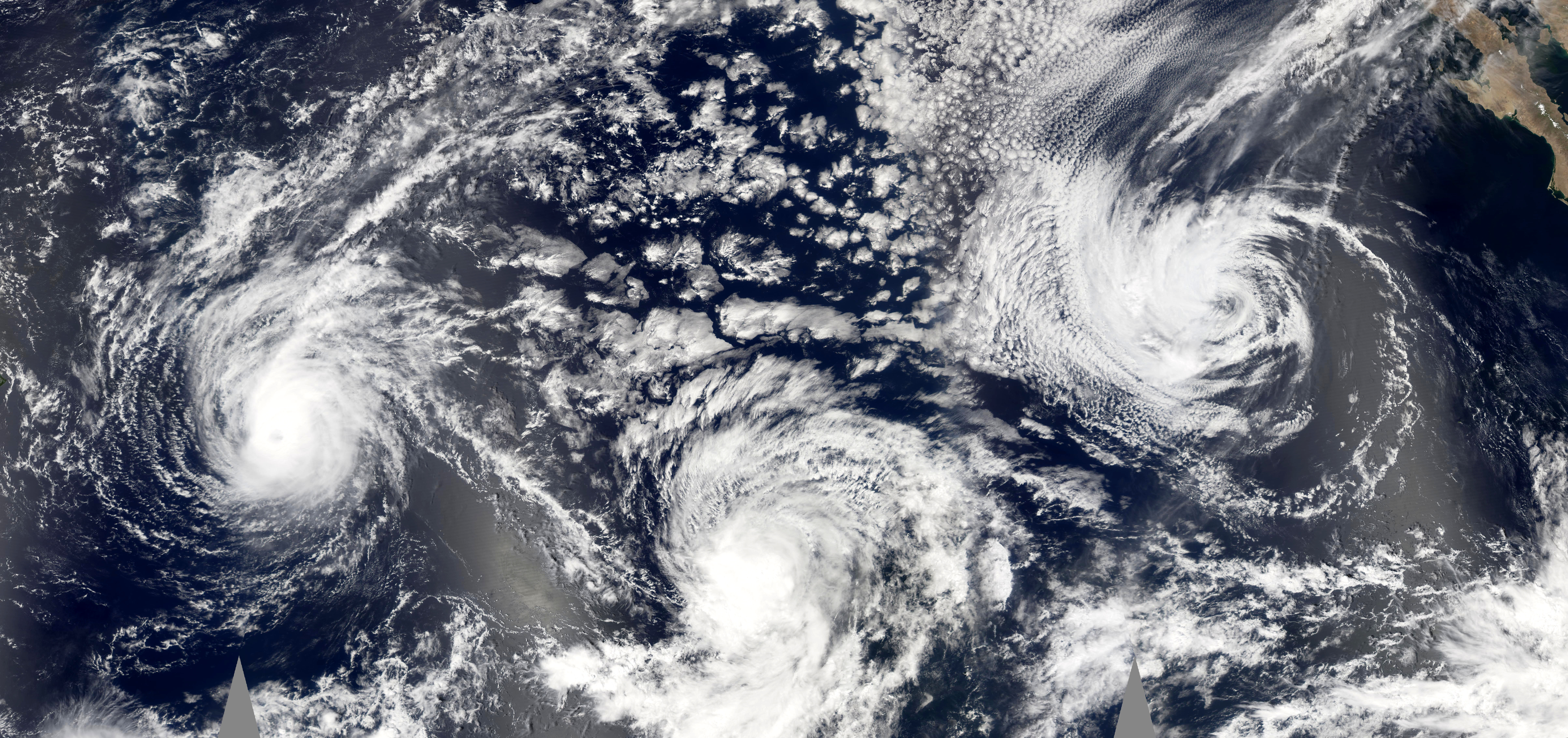
Três ciclones tropicais existiram em 22 de setembro. Jova, Kenneth e Max

## Tempestades

### Furacão Adrian
O Furacão Adrian se formou em 17 de maio de 2005. Foi o primeiro furacão do Pacífico de 2005. Fez muitos estragos nas Honduras e ao longo do litoral do Golfo de Fonseca, considerado um depressão tropical em 19 de maio e dissipou-se nas Honduras em 20 de maio.
Considerado de categoria 1 pela Escala de Furacões de Saffir-Simpson com ventos de 120 km/h (75 mph).
Depois do alarme de furacão, em El Salvador começaram as evacuações em instalações públicas, foram evacuadas entre 14.000 e 20.000 pessoas.
Registadas 2 mortes na Guatemala e outra morte em El Salvador.

## Nomes das tempestades
Os nomes seguintes foram usados para dar nomes a tempestades que se formam em 2005 no oceano Pacífico Nordeste. Devido à falta de impactos significativos, nenhum nome foi retirado da lista, que será usada novamente na temporada de furacões no Pacífico de 20
| - Adrian - Beatriz - Calvin - Dora - Eugene - Fernanda - Greg - Hilary | - Irwin - Jova - Kenneth - Lidia - Max - Norma - Otis - Pilar (sem usar) | - Ramon (sem usar) - Selma (sem usar) - Todd (sem usar) - Veronica (sem usar) - Wiley (sem usar) - Xina (sem usar) - York (sem usar) - Zelda (sem usar) |